# Savasse
Savasse – miejscowość i gmina we Francji, w regionie Owernia-Rodan-Alpy, w departamencie Drôme.
Według danych na rok 1990 gminę zamieszkiwało 1 089 osób, a gęstość zaludnienia wynosiła 49 osób/km² (wśród 2880 gmin regionu Rodan-Alpy Savasse plasuje się na 732. miejscu pod względem liczby ludności, natomiast pod względem powierzchni na miejscu 417.).